# 489 Comacina
489 Comacina

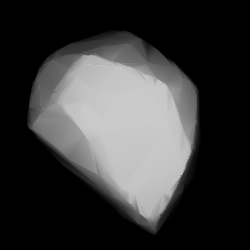
Mô hình 3D của 489 Comacina

489 Comacina là một tiểu hành tinh ở vành đai chính. Nó được Luigi Carnera phát hiện ngày 2.9.1902 ở Heidelberg, và được đặt theo tên đảo nhỏ Comacina, trong hồ Como của Ý.